# WNL
Omroep WNL (kortweg WNL) is een Nederlandse publieke omroeporganisatie die is opgericht op 16 februari 2009. WNL positioneert zich politiek gezien aan de rechterzijde en identificeert zichzelf als liberaal-conservatief en wil tegenwicht bieden aan een vermeend "eenzijdig links geluid" dat volgens de oprichters de Nederlandse publieke zenders domineert. De eerste uitzending, een ochtendbulletin op NPO 1, was op 6 september 2010.

## Geschiedenis

### Betekenis WNL
Oorspronkelijk stond de afkorting WNL voor Wakker Nederland. Sinds 2014 wordt WNL aangeduid als Wij Nederland en gebruikt de omroep de slogan 'de omroep van Wij Nederland'.

### Oprichting
WNL werd opgericht door Sjuul Paradijs, destijds hoofdredacteur van De Telegraaf die zich profileerde als De krant voor wakker Nederland. Voorzitter werd Frank Volmer, tevens commercieel directeur van de Telegraaf Media Groep. Het dagblad zag kansen in de nieuwe omroep, waar in het verleden initiatieven voor een eigen omroep van De Telegraaf vastliepen op de Mediawet.

### Toetreding publieke bestel
Om toe te treden tot het publieke bestel voor de periode 2010–2015 had WNL voor 1 april 2009 50.000 leden nodig die allemaal €5,72 moesten betalen. Die 50.000 leden waren nodig om in aanmerking te komen voor de status van aspirant-omroep. Dat ledenaantal werd, mede dankzij De Telegraaf, tijdig gehaald. Vervolgens diende een vergunning te worden aangevraagd bij het ministerie van Onderwijs, Cultuur en Wetenschap.
Al voor er een aanvraag voor toetreding tot het publieke bestel lag, liet het Commissariaat voor de Media weten dat "in het bijzonder de commerciële onafhankelijkheid van de vereniging ten opzichte van de krant en de naamvoering punten van aandacht zullen zijn." WNL-oprichter Paradijs gaf aan dat de omroep financieel onafhankelijk van De Telegraaf zou opereren. WNL is volledig onafhankelijk, met een eigen ledenraad. Dit is een vereiste voor een publieke omroep.
Aspirant-omroep Populistische Omroep Nederland gaf aan te willen wijken voor het nieuwe initiatief. Oprichter Ronald Sørensen was bereid om zijn omroep op te heffen als WNL kon toetreden tot het publieke bestel.

#### Reacties vanuit de politiek
Het CDA, de VVD, PVV en GroenLinks verwelkomden de omroep volgens De Telegraaf van harte. Mark Rutte, de voorman van de VVD, werd meteen lid. PVV-voorman Geert Wilders vond het een 'fantastisch initiatief' en 'eindelijk een ander geluid dan dat eeuwig linkse gedoe'. CDA-fractievoorzitter Pieter van Geel vond het 'prima dat WNL zich met een geheel eigen geluid aan de poorten van Hilversum meldt'.

#### Reacties vanuit de NPO
De Nederlandse Publieke Omroep (NPO) signaleerde dat er inmiddels tien aspiranten "aan de poort rammelden" en was bang voor kwalitatieve verarming, omdat hetzelfde geld over meer omroepen verdeeld zou moeten worden.
In reactie op de ingenomen stelling van de rechtste aspirant-omroepen dat de actualiteitenprogramma's van de NPO linkse eenheidsworsten zijn, betitelde NPO-voorzitter Henk Hagoort het werk van zijn actualiteitenprogramma's echter als "drie keer de Volkskrant". Omroep MAX-baas Jan Slagter vond de mogelijke toetreding van WNL oneerlijke concurrentie, aangezien de omroep geholpen zou worden door De Telegraaf.

#### Positionering
WNL positioneert zich sinds de oprichting in politiek opzicht rechts. "WNL probeert evenwicht te brengen in nieuws en actualiteiten binnen de NPO", zei WNL-oprichter Paradijs: "Een rechts geluid in Hilversum tegenover de ‘linkse kerk’ is de doelstelling." De omroep vindt het dan ook belangrijk om zich duidelijk te onderscheiden ten opzichte van andere omroepen, zoals AVROTROS, BNNVARA en KRO-NCRV. De omroep hanteert vier thema's binnen de eigen programmering: politiek, economie, veiligheid en de Nederlandse identiteit.
Op de vraag voor wie WNL er is, werd het volgende antwoord gegeven:

WNL vertaalt in media de waarden en normen van 'de ruggengraat van de Nederlandse samenleving', een maatschappelijke stroming die in toenemende mate ervaart dat ze niet wordt gehoord in de bestaande actualiteitenrubrieken van de publieke omroepen.

Het gaat om een grote groep mensen, die waar mogelijk betaald of onbetaald werk verricht, die geen extremisme bedrijft en die een constructieve bijdrage aan de samenleving wil leveren.

Nadat de omroep in 2021 definitief werd toegelaten aan het omroepbestel, kreeg deze meer zendtijd. Hoofdredacteur Bert Huisjes wilde WNL als journalistieke omroep verder versterken en haalde onder meer Sven Kockelmann, Fidan Ekiz en Thomas van Groningen binnen om dat kracht bij te zetten. Sinds het begin was de omroep gevestigd aan het Prins Bernhardplein in Amsterdam, maar per 1 januari 2022 verhuisde de omroep naar het Mediacentrum op het Media Park in Hilversum.
In het voorjaar van 2024 kwam hoofdredacteur Huisjes in opspraak nadat enkele (oud-)medewerkers, waaronder Margreet Spijker, Eva Jinek, Roos Moggré en Leonie ter Braak, hem beschuldigden van grensoverschrijdend gedrag. In een eerste reactie schaarde de Raad van Toezicht zich nog achter Huisjes, maar zag zich later toch genoodzaakt om, in overleg hem, gedurende het ingestelde onderzoek zijn taken te pauzeren. Door het uitblijven van de onderzoeksresultaten trad Arendo Joustra op 12 augustus 2024 aan als tijdelijk hoofdredacteur van WNL. Ondertussen waren er op bestuurlijk vlak reeds wijzigingen doorgevoerd. Zo vertrok onder andere Fons van Westerloo als toezichthouder, trad Annemarie van Gaal aan en verving Loek Hermans Bas Eenhoorn als voorzitter van de raad.

## Programma's
Sinds het najaar van 2010 zendt WNL verschillende programma's uit op radio en televisie. Zo vult de omroep iedere doordeweekse ochtend NPO 1 met de uitzendingen van Goedemorgen Nederland, onder andere gepresenteerd door Welmoed Sijtsma en Lisette Wellens. Op de radio maakt WNL onder andere Sven op 1 met Sven Kockelmann en In De Kantine met Fidan Ekiz en Wieger Hemmer.

## Organisatie
Een onafhankelijke raad van toezicht is aangesteld om toe te zien op het beleid van het WNL-bestuur. De raad bestaat sinds 1 juli 2024 uit Loek Hermans (voorzitter), Micheline Paffen-Zeenni, Annemarie van Gaal en Henri Kruithof. Daarvoor zat Fons van Westerloo 12 jaar in deze Raad van Toezicht, samen met Bas Eenhoorn die dat van 30 juni 2012 tot 1 juli 2023 was. Mirjam van 't Veld was van 24 november 2014 tot 31 december 2023 lid van de Raad van Toezicht.
Het dagelijkse bestuur van WNL bestaat uit zakelijk directeur Lisa Versteeg en bestuurder Arendo Joustra. Van 2011 tot 2024 stond Bert Huisjes aan het roer van WNL.

## Beeldmerk

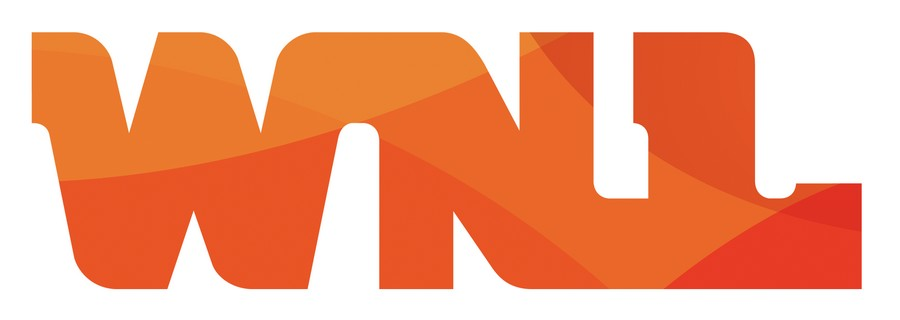
Voormalige logo
Huidige logo